# Hagai Levi

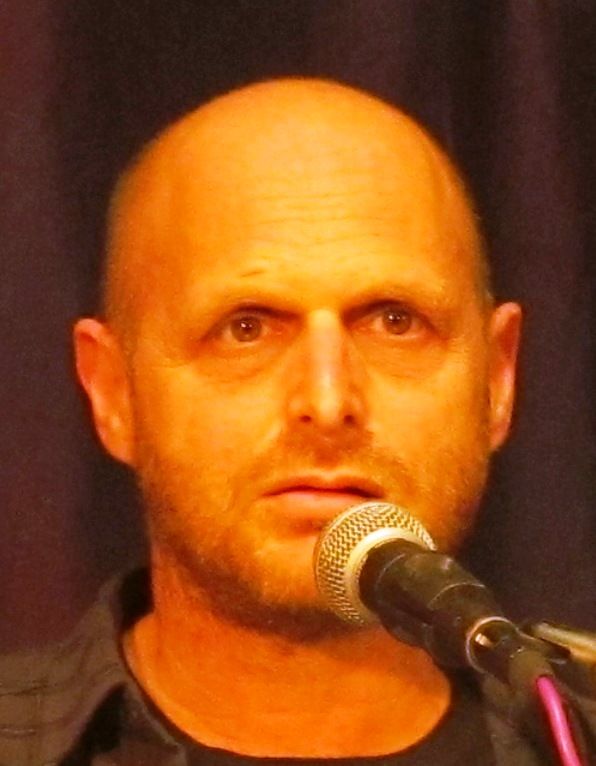
Hagai Levi

Hagai Levi (hebräisch חגי לוי; geboren am 2. Juli 1963 in Sha'alvim) ist ein israelischer Regisseur, Produzent, Drehbuchautor und Filmkritiker.

## Leben
Levi wurde im Kibbuz Sha'alvim als ältestes von sechs Geschwistern in eine religiöse Familie geboren. Ein jüngerer Bruder starb 1990 bei Kämpfen im Libanon. Levi studierte Psychologie und Philosophie an der Bar-Ilan-Universität. Nach dem Militärdienst studierte er Film an der Universität Tel Aviv. Levi arbeitete 10 Jahre als Filmkritiker für verschiedene Zeitungen, unter anderem Chadaschot. Zudem er unterrichtete Drehbuch und Regie an führenden Filmakademien in Israel. 1993 drehte er seinen ersten Langfilm Schnee im August. Von 2003 bis 2006 war er der Chef der Abteilung für Drama des führenden israelischen Fernsehkanals Keshet. Bekannt wurde er für die Fernsehserie BeTipul, die als Vorlage für die amerikanische Serie In Treatment diente, die er ebenfalls produzierte. Daneben gibt es auch italienische und französische Adaptionen dieses Formats. Die amerikanische Dramaserie The Affair (2014–2019) beruhte auf einer Idee Levis und wurde von ihm co-produziert. 2015 erhielt sie den Golden Globe für die beste Dramaserie. 2021 schrieb er das Buch, führte Regie und co-produzierte er die HBO-Serie Szenen einer Ehe mit Jessica Chastain und Oscar Isaac nach dem gleichnamigen Filmdrama von Ingmar Bergman. Hagai Levi ist zweimal geschieden und hat einen Sohn und eine Tochter.

## Werk

### Idee/Buch
- BeTipul (2005–2008)
- The Affair (2014–2019)
- Our Boys (2019)

### Produktion
- BeTipul (2005–2008)
- The Accursed (2013)
- The Affair (2014–2019)
- Our Boys (2019)
- Szenen einer Ehe (2021)

### Regie
- BeTipul (2005–2008)
- In Treatment (2009) – 2 Folgen
- The Accursed (2013)
- Szenen einer Ehe (2021) – 5 Folgen